# Mucunda
Mucunda är ett vattendrag i Burundi.   Det ligger i provinsen Gitega, i den centrala delen av landet, 70 kilometer sydost om huvudstaden Bujumbura.
Omgivningarna runt Mucunda är en mosaik av jordbruksmark och naturlig växtlighet. Runt Mucunda är det tätbefolkat, med 286 invånare per kvadratkilometer.